# Йон-штрасе (станція метро)
48°11′51″ пн. ш. 16°19′14″ сх. д. / 48.1976° пн. ш. 16.3206° сх. д.
«Йон-штрасе» (нім. Johnstraße) — станція Віденського метрополітену, розміщена на лінії U3 між станціями «Гюттельдорфер-штрасе» і «Швеглер-штрасе». Відкрита 3 вересня 1994 року у складі дільниці «Вестбангоф» — «Йон-штрасе».
Розташована в 15-му районі Відня (Рудольфсгайм-Фюнфгаус).